# Magyar Rádió
Magyar Rádió, también conocida por sus siglas MR e internacionalmente como Radio Budapest, es la empresa pública de radiodifusión en Hungría. La primera emisión tuvo lugar el 1 de diciembre de 1925 en su sede de Budapest. Magyar Rádió es miembro de la Unión Europea de Radiodifusión.